# 南冕座V686
南冕座V686，又名CD-3712982，HD 175362、SAO 210734、HR 7129，是南冕座的一颗恒星，视星等为5.38，位于銀經359.16，銀緯-17.02，其B1900.0坐标为赤經18h 49m 53.6s，赤緯-37° -17.02′ 15″。